# Luigi Uneddu
Luigi Uneddu (Tunisi, 18 dicembre 1915 – Modena, 30 ottobre 1987) è stato un calciatore e allenatore di calcio italiano.

## Carriera
Esordì in Serie A il 2 dicembre 1934, durante la partita Pro Vercelli-Lazio (1-0).

## Palmarès

### Club

#### Competizioni nazionali
- Campionato italiano di Serie B: 1

Modena: 1942-1943